# پاراواکار
پاراواکار (به ارمنی: Պառավաքար) شهر کوچکی است در استان تاووش ارمنستان. پاراواکار در کیلومتری ایجوان، مرکز استان تاووش واقع شده‌است.

## خصوصیات
پاراواکار ۱٬۷۳۰ نفر جمعیت دارد و در ارتفاع ۸۵۰ متر (۲٬۷۹۰ پا) بالاتر از سطح دریا قرار گرفته است.